# Dichotomius affinis
Dichotomius affinis là một loài bọ cánh cứng trong họ Bọ hung (Scarabaeidae).